# Телегей Володимир Васильович
Володи́мир Васи́льович Телегей — полковник Збройних сил України.
Станом на березень 2018 року — головний спеціаліст, Департамент військово-технічної політики, розвитку озброєння та військової техніки Міністерства оборони України.

## Нагороди
14 серпня 2014 року — за особисту мужність і героїзм, виявлені у захисті державного суверенітету та територіальної цілісності України, вірність військовій присязі під час російсько-української війни, відзначений — нагороджений орденом Данила Галицького.